# 平岸リンゴ

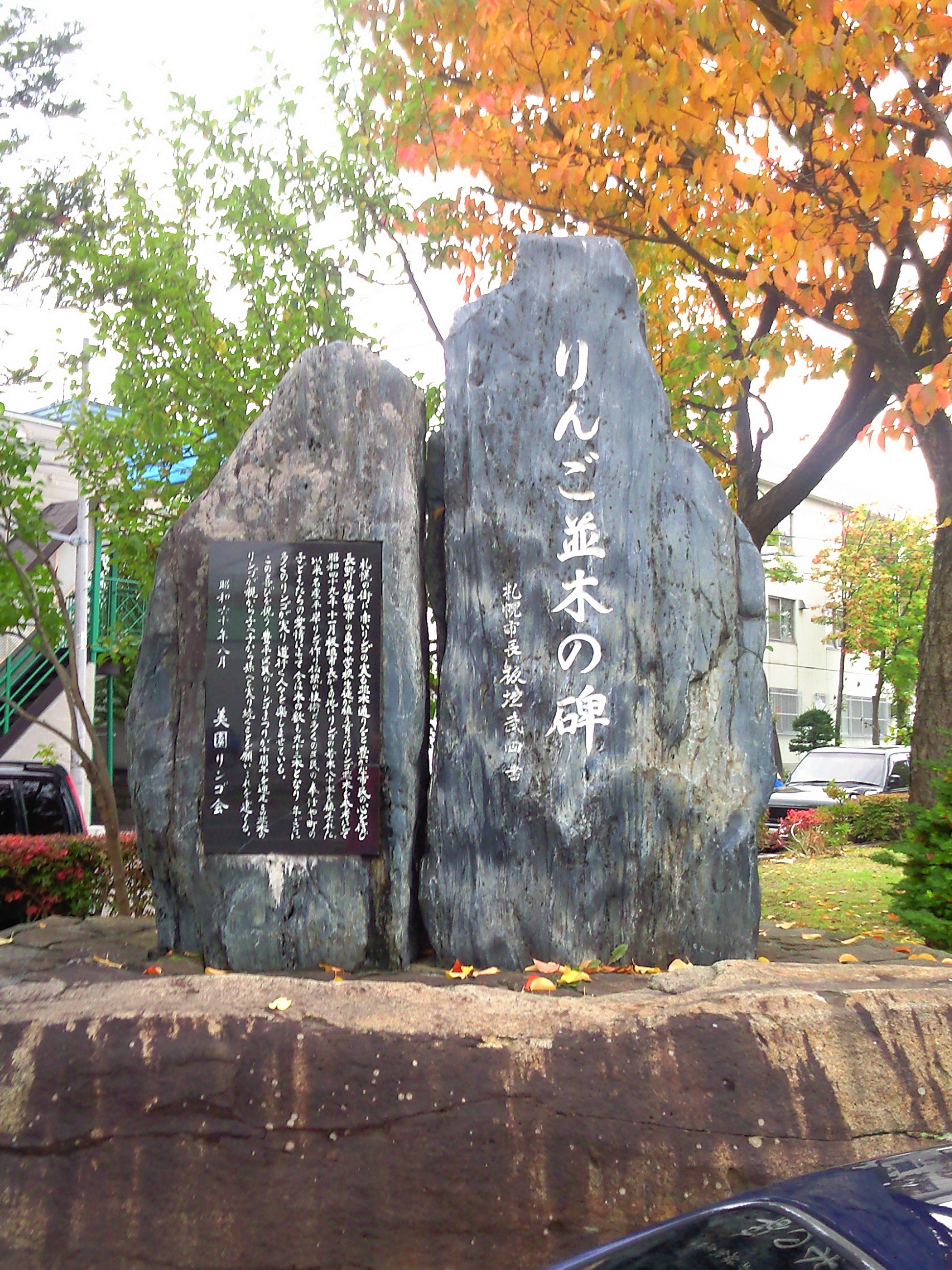
りんご並木の碑

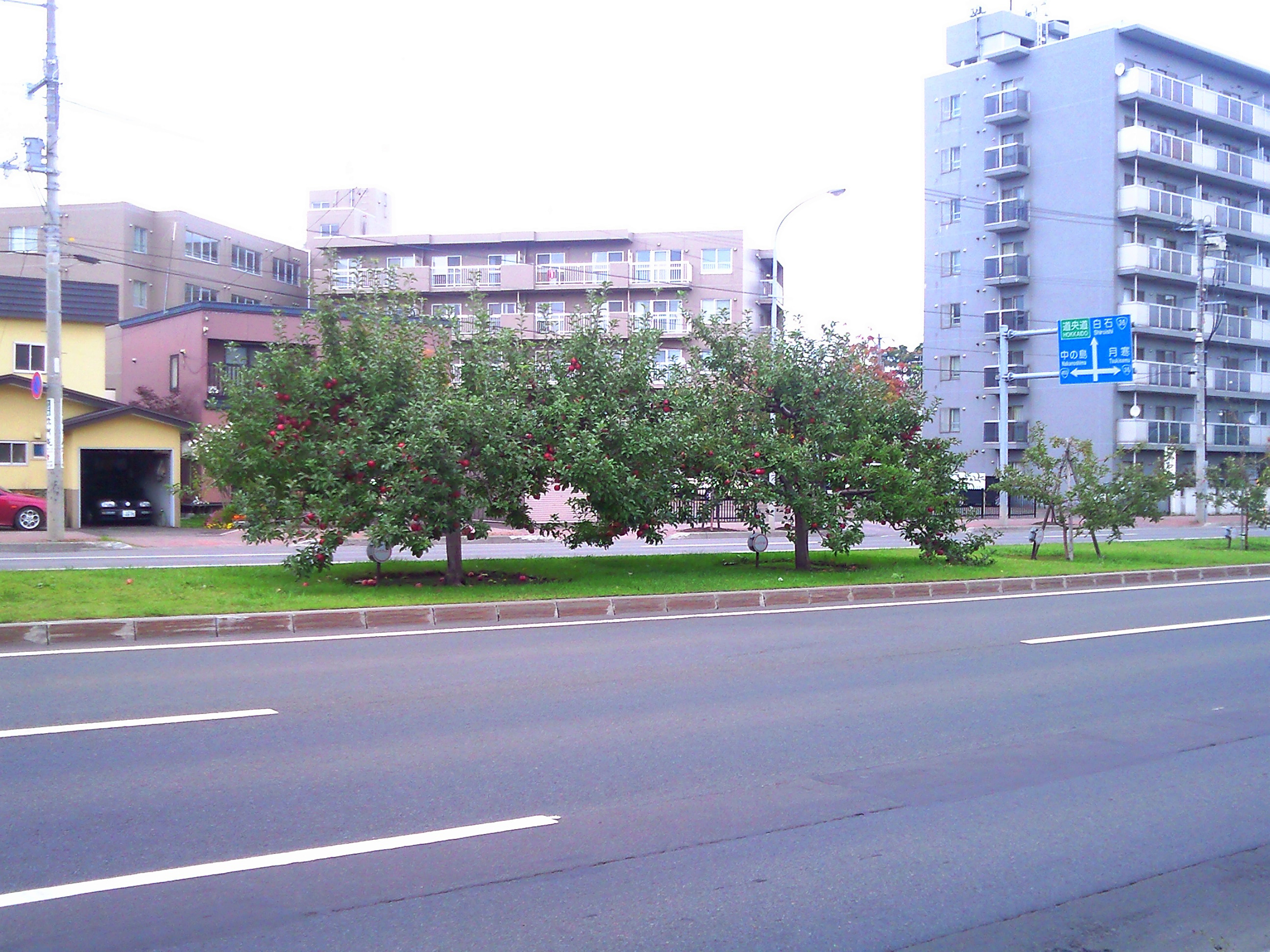
りんご並木に残る平岸リンゴ

平岸リンゴ（ひらぎしりんご）は、かつて北海道札幌市豊平区平岸地区（坂の下、坂の上、東裏、冷水など）、同南区澄川地区（山の上など）を中心に栽培されていたリンゴのブランド。

## 概要
- 平岸リンゴは、販売上のブランド名であり、平岸リンゴという品種ではない。
- レッドゴールドや旭をおもに栽培していた。
- 平岸と隣接する旭町は、地名を決める際、平岸リンゴの主要品種である「旭」から名付けていると言われる。

## 歴史
- 1872年（明治5年）開拓使の調査により、平岸村は土地が痩せているため、農作物の収穫は見込めないとの報告があり、開拓使顧問であるホーレス・ケプロンの提言により、平岸リンゴなど果樹の栽培が1877年（明治10年）から始まる。
- 1881年（明治14年）平岸村に、ヨーロッパ種としては国内初のリンゴが実った。
- 現在の平岸街道沿いで、平岸3条から丘陵地一帯にリンゴ農園が拡がっていた。のちに旧豊平町一帯に広まり、道内有数の生産地となっていく。
- 他地域に先がけ、袋掛や薬剤防除などの技術を用いるようになっていく。また、大正時代になると、青森県から学んだ技術を改良し、昭和に入ると独自の貯蔵法、販売方法を確立していく。
- 北海道におけるリンゴ栽培の主要ブランドであり、ロシアやシンガポールへも輸出していた。
- 第二次世界大戦中の肥料、労働力不足等が原因による、土地の衰弱、果樹の病気、また異常気象などの被害、札幌市のベッドタウン化により、昭和30年代中頃には平岸地区、澄川地区の果樹園は衰退していった。
- 平岸街道の拡張により用水堀が1961年（昭和36年）に埋め立てられ、平岸地区、澄川地区からリンゴ園が減っていった。
- 現在では、かつての平岸村であった南区澄川地区、十五島、石山、白川にリンゴ園が残されているのみとなった。